# Premio Yinhe
Il Premio Yinhe (银河奖S, yín hé jiǎngP, lett. "Premio galassia") è il premio di fantascienza più prestigioso della Cina,
è stato istituito nel 1986 in collaborazione dalle riviste Zhi Hui Shu (智慧树S, Zhìhuì ShùP, lett. "Albero della saggezza"), che poco dopo ha cessato la pubblicazione e Ke Xue Wen Yi (科学文艺S, Kēxué WényìP, lett. "Scienza letteratura e arte") che nel 1991 ha cambiato nome in Kehuan shijie e che ha proseguito da sola l'organizzazione del premio.
I vincitori vengono scelti in base ai voti del pubblico ma le decisioni finali sono prese dai redattori di Kehuan shijie. 
Il premio Yinhe comprende una somma in denaro di 100.000 yuan per il miglior romanzo e 10.000 yuan ciascuno per il miglior racconto e il miglior racconto breve.
La struttura del premio si è evoluta nel tempo, riconoscendo diverse categorie e diventando annuale nel 1991.